# Omeprazol
Omeprazol je inhibitor protonové pumpy používaný při poruchách trávení: žaludečních vředech, gastroezofageálním refluxu, gastrointestinálním refluxu, dyspepsii, laryngofaryngeálním refluxu a Zollinger–Ellisonově syndromu.

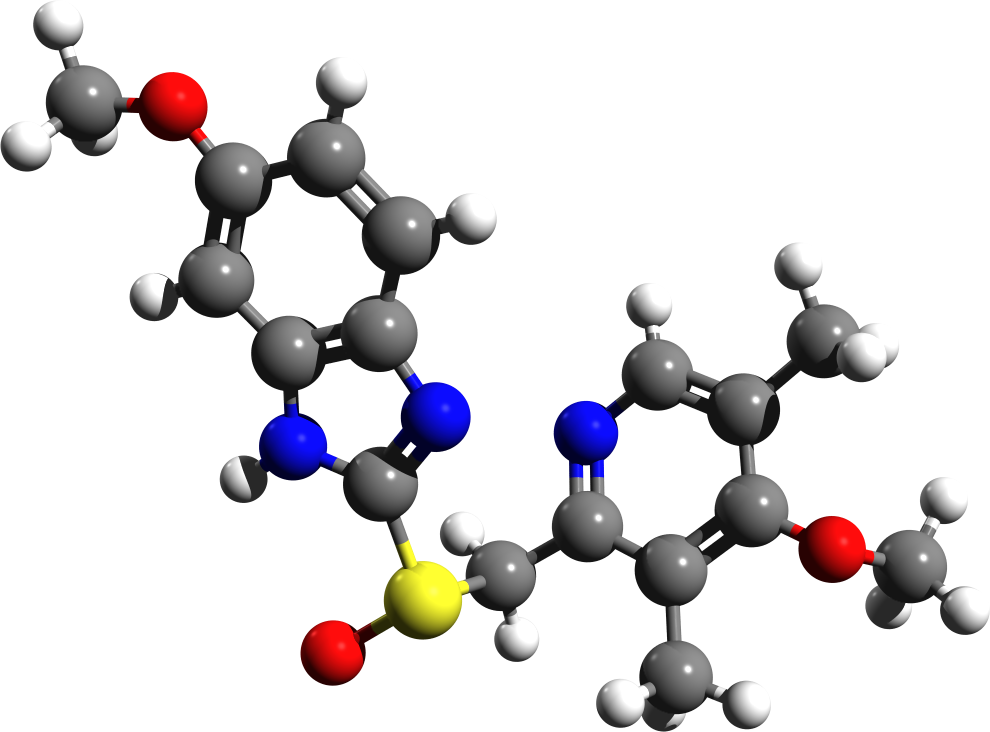
Kuličkový model